# Raith Rovers Football Club 2012-2013

## Rosa
Aggiornata al 4 settembre 2012.
| N. |                        | Ruolo | Calciatore      |
| -- | ---------------------- | ----- | --------------- |
|    | Scozia (bandiera)      | P     | Ross Laidlaw    |
|    | Scozia (bandiera)      | P     | David McGurn    |
|    | Scozia (bandiera)      | D     | Liam Gordon     |
|    | Scozia (bandiera)      | D     | Reece Donaldson |
|    | Scozia (bandiera)      | D     | Laurie Ellis    |
|    | Scozia (bandiera)      | D     | Dougie Hill     |
|    | Scozia (bandiera)      | D     | Eddie Malone    |
|    | Inghilterra (bandiera) | D     | Simon Mensing   |
|    | Scozia (bandiera)      | D     | Grant Murray    |
|    | Scozia (bandiera)      | D     | Colin Wilson    |
|    | Scozia (bandiera)      | D     | Jason Thomson   |
|    | Scozia (bandiera)      | D     | David Smith     |

| N. |                        | Ruolo | Calciatore      |
| -- | ---------------------- | ----- | --------------- |
|    | Scozia (bandiera)      | C     | Stuart Anderson |
|    | Scozia (bandiera)      | C     | Joe Hamill      |
|    | Scozia (bandiera)      | C     | Lewis Vaughan   |
|    | Scozia (bandiera)      | C     | Allan Walker    |
|    | Scozia (bandiera)      | C     | Ross Callachan  |
|    | Scozia (bandiera)      | C     | Grant Anderson  |
|    | Inghilterra (bandiera) | C     | Joe Cardle      |
|    | Scozia (bandiera)      | A     | Brian Graham    |
|    | Scozia (bandiera)      | A     | Pat Clarke      |
|    | Scozia (bandiera)      | A     | Greig Spence    |
|    | Scozia (bandiera)      | A     | Jamie Watson    |

## Staff tecnico
- Allenatore:  Grant Murray (allenatore-giocatore)